# Le Temps des cerisiers
Le Temps des cerisiers (桜の花咲くころ, Sakura no Hana Saku koro) est un manga de Tsukasa Hōjō. Il s'agit d'un recueil de quatre histoires courtes publiés entre 1989 et 1993 dans le magazine Weekly Shōnen Jump. La version française a dans un premier temps été publiée par Tonkam, puis par Ki-oon depuis septembre 2013.

## Synopsis

### Le Temps des cerisiers
Masaki, collégien, est heureux car depuis deux semaines un fleuriste s’est installé sur le terrain vague à côté de chez lui. La fille de celui-ci, Sarah Nishikujo, est dans sa classe, et il craque pour elle. Cependant quelque chose en elle le trouble. Bien qu’elle semble une jeune fille tout à fait ordinaire, il sent un lien entre elle et les plantes.
Sarah et son père seront les héros du manga Sous un rayon de soleil, du même auteur.

### Complot de famille
Kazuya vit seul avec son père, Hideyuki, photographe. Lorsque celui-ci, dragueur impénitent, lui annonce qu’il va se marier avec la styliste Keiko Asō, Kazuya croit à une plaisanterie, et refuse de croire que son père est sérieux. Lors d’une dispute entre les deux, Hideyuki tombe dans un escalier, et perd la mémoire. Kazuya veut tenter de lui rappeler ses souvenirs, tout en se débarrassant de Keiko.

### Taxi driver
Akira Ōgami est chauffeur de taxi de nuit. Mais ce n’est qu’une couverture qui lui permet de facilement trouver des proies. Il est effet un vampire, se nourrissant du sang des humains, et plus particulièrement des vierges. Une nuit, il prend en charge une jeune fille qui s'endort dans sa voiture. Lorsqu’il veut lui sucer le sang il se rend compte qu’elle pleure, et ne peut s’empêcher de l'emmener chez lui pour l’aider.
À noter que Ryō Saeba et Kaori Makimura, du manga City Hunter du même auteur, font une rapide apparition.

### Rêve d'été
Misako, adolescente, a depuis toujours une peur panique de l’eau. Et tous les étés elle fait le même rêve, dont elle ne se souvient cependant plus. Elle éprouve de plus un grand malaise face à son père, qu’elle est incapable d’expliquer.
Un jour où pour son anniversaire elle va déjeuner avec lui, elle se retrouve près d’un étang et, surprise par son père, tombe en arrière et se cogne la tête, provoquant un hématome. Dans son coma, elle rêve…